# Schloss Blumenthal (Aichach)

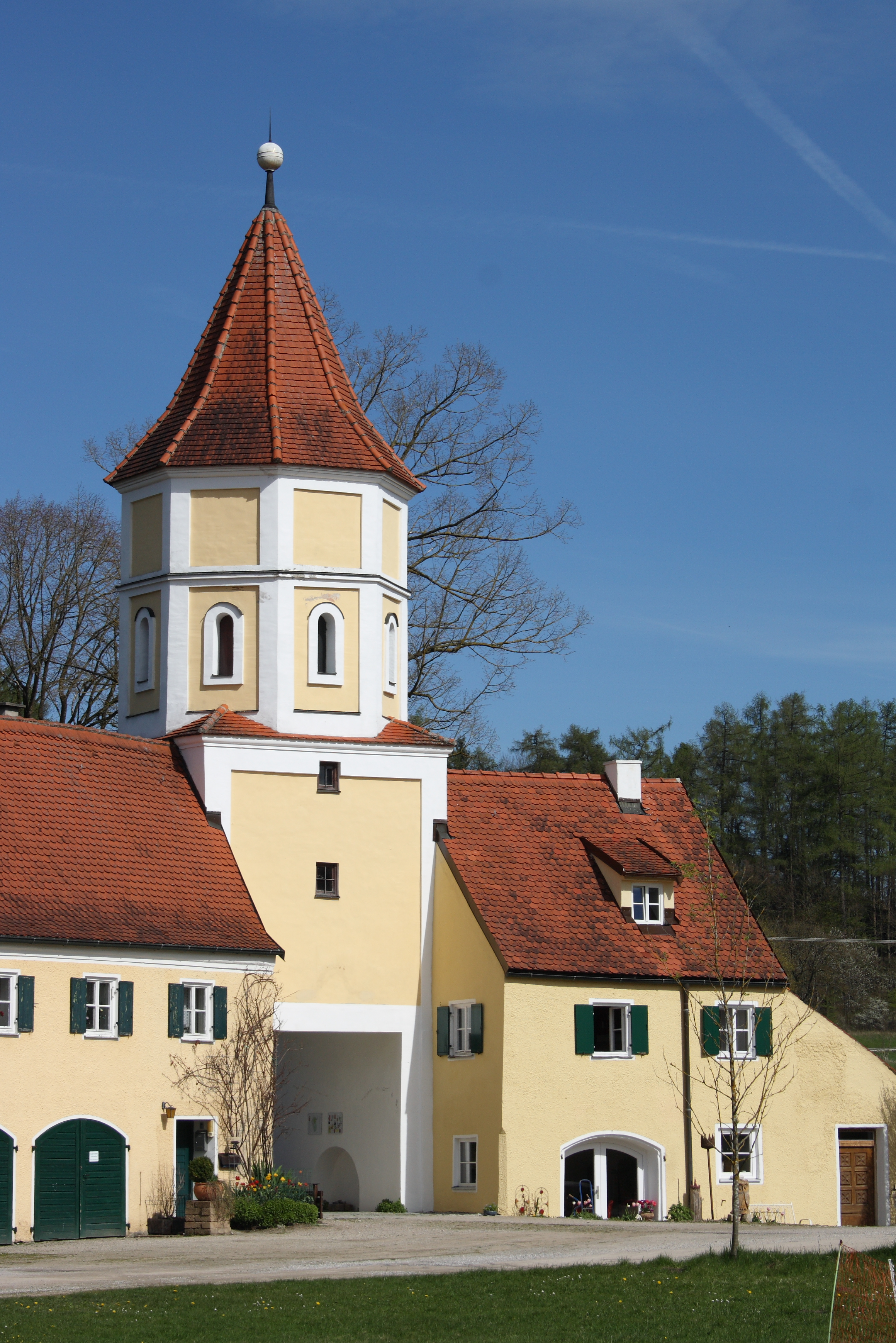
Östlicher Torturm

Das Schloss Blumenthal im Weiler Blumenthal liegt am Fluss Ecknach zwischen dem Aichacher Ortsteil Klingen und der Gemeinde Sielenbach bzw. dem bayerischen Wallfahrtsort Maria Birnbaum (Landkreis Aichach-Friedberg). Die Geschichte des Schlosses reicht zurück bis ins 13. Jahrhundert.

## Geschichte

Schloss Blumenthal um 1700

Vermutlich um 1254 erwarb der Deutschherrenorden die Hofmark Blumenthal und bewirtschaftete diese durch ein Ordenshaus. Erstmals urkundlich erwähnt wird es im Jahr 1296 unter dem Namen „Blümenthal“. Bereits zu diesem Zeitpunkt erhielt Blumenthal vom Bayerischen Herzog die niedere Gerichtsbarkeit. Es diente zuerst als eine Kommende (Leitendes Ordenshaus) des Ordens in der Deutschordensballei Franken und nach Aufgabe des Deutschordenshauses Aichach ab 1396 wurde es der Hauptsitz der Komture (Leiter der Ordenshäuser). Im Jahr 1405 erhielt das Schloss das Schankrecht durch Herzog Stephan III. von Bayern-Ingolstadt.
Das ursprünglich vierflügelige Wasserschloss im Stil der Renaissance mit seinem vorgelagerten, umfangreichen Wirtschaftshof wurde zwischen 1568 und 1622 erbaut. In dieser Zeit entstand um 1582 die eigene Schlossbrauerei und um 1608 wurde der Georgiturm in der Nähe des Schlosses errichtet. Die beiden Türme des Schlosses selbst wurden um 1650 erbaut. Der Ostturm diente vor allem als Gefängnis. Zwischen 1719 und 1721 wurde die Schlosskirche durch den Komtur Johann Franz Ernst Freiherr von Weichs erweitert und barockisiert. Dazu wurde Bandelwerkstuck mit musizierenden Engelen angebracht und der Münchner Maler Melchior Steidl erstellte die Deckenfresken. In denselben Jahren wurden zudem das Verwalterhaus, die Brauerei und die Gastwirtschaft neu gebaut. Das Fischerhäusl südlich des Ostturms wurde etwa 1750 errichtet und beherbergte die Schmiede. Auf der anderen Seite des Turms wurde zeitgleich das Jägerhaus erbaut.
Im Jahr 1805 wurde die Anlage vom bayerischen Staat beschlagnahmt und 1806 an den Grafen Maria Joseph Fugger von Dietenheim übergeben. Zwischen 1822 und 1836 wurde das vierseitige Wasserschloss durch den Grafen Karl Rasso größtenteils abgebrochen und die Wassergräben wurden aufgefüllt. Lediglich der Südtrakt mit der Schlosskirche blieb erhalten. Der Altarraum der Kirche wurde dabei wahrscheinlich beschädigt und deswegen in der Mitte des 19. Jahrhunderts neu erstellt. Das Schloss diente den Fuggern zuerst als Wohnsitz.
1871 wurde das Gut mangels Erben an die Fürstliche und Gräflich Fuggersche Stiftungsadministration in Augsburg übergeben und diente ab dieser Zeit der Landwirtschaft. Insgesamt wurden 800 Hektar bewirtschaftet und dazu an die umliegenden Bauern in Andersbach, Matzenberg und Wilpersberg verpachtet sowie die Forstbetriebe aufgebaut. Der landwirtschaftliche Betrieb wurde vor allem in dem, auf der Westseite liegenden, Ökonomiegebäude geführt. Im Schloss wohnten zudem die Verwalter sowie das „Gesinde“, Melker und der Pfarrer.
Ab 1950 wurde das Schloss als fuggerisches Altersheim mit 27 Pflegeplätzen umgebaut und genutzt. Ordensschwestern des Deutschen Ordens betreuten das Heim und seine vor allem adligen Bewohner. Bereits ab 1986 versuchten die Fuggerschen Stiftungen Blumenthal zu verkaufen. Das Altersheim genügte den modernen Anforderungen nicht mehr und war nur noch mit Verlusten zu betreiben.
2006 wurde Schloss Blumenthal von acht Familien übernommen, mit dem Ziel, ein ökologisches und gemeinschaftliches Wohn- und Lebensprojekt zu etablieren. Ab 2007 wurde die Gaststätte von der Gemeinschaft bewirtschaftet. Das alte Brauereigebäude wurde 2010 zum „Freiraum für Kunst & Kultur“ umgebaut. 2011 wurde das Schlossensemble um ein biologisches Holzständerhaus mit 10 Wohnungen erweitert. 2012 erfolgte der Umbau des Ökonomiegebäudes zum Büro- und Werkstattgebäude. Danach begann die Renovierung und der Umbau des Heims zu einem Hotel, welches 2014 eröffnet wurde. Die 40 Zimmer wurden von den Bewohnern individuell gestaltet.

## Schlossanlage
Neben Gasthaus und Hotel gibt es auf Schloss Blumenthal mittlerweile Büro- und Seminarräume, verschiedene Handwerksstätten, eine solidarische Landwirtschaft, einen Kunst und Kultur Verein sowie einen Verein für Nachhaltige Entwicklung.
In der weitläufigen Schlossanlage sind das alte Brauereigebäude, der Biergarten und die barocke Schlosskapelle St. Maria sehenswert. Östlich von Blumenthal steht die 1608 errichtete St.-Georgs-Kapelle, von der nach der Säkularisation nur der Turm erhalten blieb.

## Eigentümer
Bei den Inhabern des Schlossgeländes handelt es sich um eine Genossenschaft mit über 40 Genossen, die Schloss Blumenthal und die ansässigen Betriebe gemeinschaftlich verwalten. Mitglieder der Gemeinschaft Blumenthal leben in privaten Mietwohnungen auf dem Gelände und arbeiten entweder in den eigenen Betrieben, als Selbständige und Freiberufler, genauso wie auch außerhalb des Schlossgeländes in anderen Unternehmen. Man versteht sich selbst als ein Lebenslernort und Mehrgenerationenprojekt mit starkem Fokus auf die Themen Gemeinschaft & Soziales, (Gemeinwohl-)Ökonomie, Ökologie, Kunst & Kultur, sowie Gesundheit & Bewusstsein.